# Вознесенская церковь (Владимир)
Церковь Вознесения Господня (Свято-Вознесенский храм) — православный храм в историческом центре Владимира, построенный в XVIII веке. Принадлежит Владимирской епархии Русской православной церкви.
Настоятель храма — протоиерей Владимир Передернин.

## История
Церковь была построена на месте древнего Вознесенского монастыря, который впервые упоминался в 1178 году, но считается, что был построен ранее во времена Андрея Боголюбского. Второй раз монастырь упоминается в 1238 году во времена монгольского нашествия, когда он был сожжён ордынцами.
В 1718 году священник Андрей Григорьев получил разрешение на сбор денег для строительства каменного храма вместо двух обветшавших деревянных церквей, оставшихся от монастыря.
В 1724 году был возведён новый каменный храм в стиле барокко, типичной для того времени посадской архитектуры.
В 1813 году к северной стене церкви был пристроен придел Покрова Богородицы и двухъярусная колокольня. В 1863 году с южной стороны храма был открыт ещё один придел в честь Благовещения.
В 1934 году церковь была закрыта и превращена в склад, службы прекращены. Во время Великой Отечественной войны возле бывшей церкви разорвались бомбы нацистской авиации — были выбиты стёкла. Позже в храме был организован лагерь для немецких военнопленных под номером 190 на 800 человек. Один из выживших вспоминал, что церковь ещё хранила изначальный интерьер и иконостас. После окончания войны в 1949 году здание использовалось как обувная фабрика. В 1960 году здание церкви было взято под охрану государства как памятник республиканского значения.
Во время перестройки, в 1990 году, здание вернули Русской православной церкви.